# 법관양성소
법관양성소(法官養成所)는 조선 말기에 설립되어 대한제국 시기 동안 존속했던 법률 교육 기관이다. 한국에서 근대 사법 제도의 시작을 연 기관 중 하나이다.

## 개요
1895년 3월 25일에 고종이 반포한 칙령 49호인 〈법관양성소규정〉에 따라 당시 법원인 평리원 안에 설치되었다. 갑오개혁으로 근대적 사법 제도가 도입되면서 법관을 양성하기 위한 목적이었다. 대한제국의 법부 산하에 있는 국립 교육 기관이었다.
1895년 1회(47명), 1896년 2회(38명) 졸업생을 배출하고 1896년 폐쇄되었다가 1903년 다시 개교하였다. 졸업 후 사법관(판·검사) 임용을 관장하는 법관전고소(法官銓考所)에서 실시하는 시험에 합격해야 임관되었다.
대한제국의 사법권이 박탈되면서 1909년에 법부에서 학부로 소속이 바뀌었고, 명칭도 법학교로 개칭되었다. 법학교는 이듬해 한일 병합 조약 체결 후 경성전수학교로 개편되었으며, 1922년에 경성법학전문학교가 되었다. 경성법학전문학교는 서울대학교 법과대학의 연원이 되었다.

## 교육 과정
첫 수업이 시작된 날짜는 1895년 5월 17일이다. 당초 수업연한은 일반 6개월, 우등 3개월이었으며, 1903년 재개교 이후 1년 6개월, 1904년 12월부터는 2년, 1907년에는 예과 1년에 본과 3년으로 수업연한이 연장되었다.
교과목은 법학 통론을 비롯, 민법, 상법, 형법, 소송법, 국제법 등이다. 입학생의 나이는 20세에서 35세 사이로 제한되어 있었다.

## 졸업생
법관양성소는 14년 동안 총 209명의 졸업생을 배출하였다. 유명 졸업생으로 다음 인물이 있다.
- 이준[2] - 독립운동가
- 홍진 - 독립운동가
- 함태영 - 독립운동가/정치인

## 같이 보기
- 경성법학전문학교

## 참고 자료
- 유성호 (2007년 2월 2일). “법관양성소, 변영만 항일정신 싹틔운 곳 - [부평삼변과 가족사 5] 산강재 변영만②-율사의 삶”. 오마이뉴스. 2008년 8월 15일에 확인함. |제목=에 지움 문자가 있음(위치 1) (도움말)